# Tanaka Kenji (1983)
Kenji Tanaka (sinh ngày 13 tháng 12 năm 1983) là một cầu thủ bóng đá người Nhật Bản.

## Sự nghiệp câu lạc bộ
Kenji Tanaka đã từng chơi cho Ohara JaSRA, Omiya Ardija, Sagan Tosu, FC Ganju Iwate, FC Machida Zelvia, Arte Takasaki, Zweigen Kanazawa, AC Nagano Parceiro, FC Ryukyu và Vanraure Hachinohe.